# Балянд
Балянд (азерб. Balyand) — село в Джебраильском районе Азербайджана, расположенное к северо-востоку от Джебраила.

## История
В составе Российской империи село находилось в составе Джебраильского (позже — Карягинского) уезда Елизаветпольской губернии.
В советские годы село входило в состав Джебраильского района Азербайджанской ССР. В результате Первой карабахской войны в августе 1993 года перешло под контроль непризнанной Нагорно-Карабахской Республики.
21 октября 2020 года президент Азербайджана Ильхам Алиев объявил, что «азербайджанская армия освободила от оккупации» село Балянд.

## Население
По данным «Свода статистических данных о населении Закавказского края, извлеченных из посемейных списков 1886 года» в селе Балианд Сулейманлинского сельского округа Джебраильского уезда было 62 дыма и проживало 272 азербайджанца (указаны как «татары»), которые были шиитами по вероисповеданию, 6 из них были представителями духовенства, остальные — крестьянами.
По данным «Кавказского календаря» 1912 года в селе жило 710 человек, в основном азербайджанцев, указанных в календаре как «татары».